# 腐木短頸蘚
腐木短頸蘚（学名：Diphyscium granulosum）为短頸蘚科短頸蘚屬下的一个种。